# Особова справа
Особо́ва спра́ва працівника — це комплект документів, які містять найповніші відомості про працівника і характеризують його біографічні, ділові, особисті якості. О.с. посідає основне місце у системі персонального обліку працівників. На підставі документів, що групуються в ній проводиться вивчення, добір та використання кадрів управління. Заводяться особові справи на керівника підприємства, його заступників, начальників відділів та служб, їх заступників, матеріально відповідальних осіб, спеціалістів тощо. Оформлюється після зарахування працівників на роботу.

 Облікові документи, зокрема особова картка форми П-2 (П-2ДС) та особова справа, дуже важливі для визначення стажу роботи щодо призначення пенсій, при оформленні дубліката трудової книжки в разі її втрати, в інших випадках. Нормативними актами встановлено строк зберігання облікових документів — 75 років.
Кожній особовій справі надається порядковий номер, що відповідає номеру у штатно-посадовій книзі. Особові справи можуть бути систематизовані в алфавітному порядку або за структурними підрозділами відповідно до штатного розпису.
Особові справи зберігаються так само, як і секретні документи, і видаються для службового користування лише посадовим особам, коло яких визначається керівником підприємства, під розписку у спеціальному журналі або контрольній картці.
Після передачі особової справи в архів контрольна картка знищується.
Зберігається особова справа в архіві як самостійна одиниця зберігання. В разі переведення працівника на іншу роботу особова справа, як правило, не передається. Виняток становлять випадки переведення особи з підприємства на підприємство однієї системи.

## Загальні вимоги
Особова справа комплектується з таких документів і в такій послідовності:
- опис документів; (Зразок «Опису документів. Додаток 1» )
- доповнення до особового листка з обліку кадрів (записуються відомості про накази про переведення на іншу роботу, заохочення, дисциплінарні стягнення; зміни облікових даних працівника);
- особовий листок з обліку кадрів;
- автобіографія;
- копії документів про освіту, вчений ступінь, підвищення кваліфікації;
- перелік наукових праць (для працівників, які мають вчений ступінь чи звання);
- різного роду характеристики чи рекомендаційні листи;
- копія документа про затвердження на посаді (у випадках, передбачених чинним законодавством);
- копії документів, на основі яких видаються накази про призначення, переведення, звільнення працівника;
- заява про прийняття на роботу (контракт);
- матеріали проведення атестації;
- згода на обробку персональних даних.

Надалі, в хронологічній послідовності, до особової справи додаються: накази (розпорядження) про зміни анкетних даних; копії документів, які підтверджують підвищення кваліфікації, перепідготовку, стажування; характеристики; атестаційні листки та ін.